# Northenden

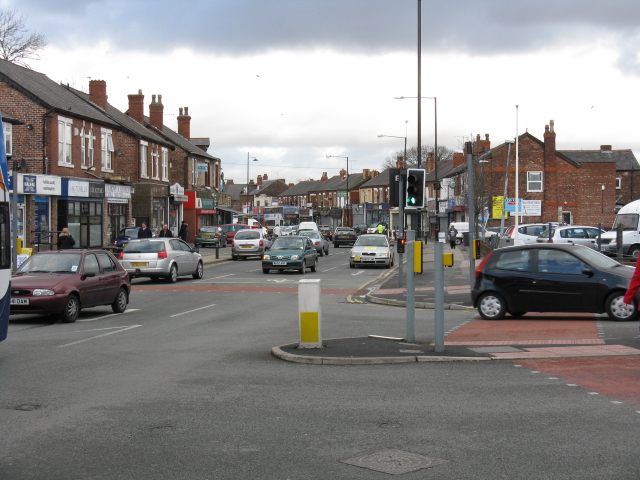
Northenden

Northenden is een buitenwijk en kiesdistrict van de Britse stad Manchester. Tot 1931 was het een zelfstandige gemeente.
Northenden wordt in het Domesday Book van 1086 genoemd als Norwordine. De plaats lag bij een voorde in de rivier de Mersey, waar de rivier gekruist werd door een oude weg van Cheshire naar Manchester. Pas in 1745 werd hier een brug gebouwd.
Door de afgelegen ligging ging de industriële revolutie grotendeels aan Northenden voorbij. Toen Manchester in de 20e eeuw sterk groeide, werd de gemeente in 1931 door Manchester geannexeerd.

## Geboren
- Donald Hewlett (1922–2011), Brits acteur